# Кучюкай
Кучюкай (лит. kūčiukai) — печиво, традиційна литовська різдвяна страва.

## Опис
Кучюкай — це невеликий, злегка підсолоджений смаколик, зроблений з квасного тіста з маком. 
Споживають у їжу як сам так і з маковим молоком чи журавлиним кисілем.
Має язичницьке походження, як символ вшанування предків.
Є багато діалектних назв, якими називають у Литві кучюкай: prėskučiai, prėskieniai, šližikai, skrebučiai, riešutėliai, barškučiai, kleckai, parpeliai, buldikai, galkutės, kalėdukai, pyragiukai, balbolikai, bambolikai, pulkeliai, kukuliai, propuliai, paršeliukai.